# Happy Socks
Happy Socks är ett svenskt modeföretag startat i april 2008 av Viktor Tell och Mikael Söderlindh. Inriktningen är färgglada strumpor. Huvudkontoret ligger i Stockholm.